# Jean Cau
Pour les articles homonymes, voir Jean Cau et Cau.
Jean Cau, né le 8 juillet 1925 à Bram (Aude) et mort le 18 juin 1993 à Paris 6e, est un écrivain, journaliste et polémiste français.
Secrétaire de Jean-Paul Sartre de 1946 à 1957, il écrit dans Les Temps modernes, puis est journaliste à L'Express, à France Observateur, au Figaro littéraire et à Paris Match. Commencée à l'extrême-gauche, sa carrière s'achève dans un paganisme proche de l'extrême-droite, et il est notamment condamné pour avoir affirmé que les femmes seraient incapables d'exercer la profession d'avocat. 
Il est l'auteur d'une quarantaine d'ouvrages, romans, essais, pamphlets et pièces de théâtre ainsi que de plusieurs scénarios de films. Il reçoit, en 1961, le prix Goncourt pour son roman La Pitié de Dieu.

## Biographie

### Famille
Né d'un père ouvrier agricole, employé d'épicerie puis homme à tout faire dans une banque de Carcassonne, et d'une mère femme de ménage, à Bram, Jean Cau est le neveu de Gilberte Roca.

### Formation
Il fait d'abord ses études au lycée de Carcassonne : grâce à l'insistance auprès de ses parents de l'instituteur Monsieur Castel, il poursuit des études secondaires et obtient le baccalauréat. Sur les recommandations d'un professeur de lettres, qui lui permet d'obtenir une bourse, Étienne et Rose Cau acceptent de le laisser partir à Paris pour préparer l’École normale supérieure au lycée Louis-le-Grand, puis passer une licence de philosophie.

### Carrière littéraire
Grand admirateur de Jean-Paul Sartre, il l'aborde dans un café et lui propose ses services. Khâgneux, « authentique prolétaire », il plaît au philosophe qui l'embauche en juin 1946. Jean Cau sera son secrétaire, jusqu'en 1957. Dans la pièce attenante au bureau de Sartre, rue Bonaparte, Cau répond au téléphone, fixe les rendez-vous, met à jour la correspondance et, en quelque sorte, gère les finances.
Il devient ensuite journaliste et grand reporter, d'abord à L'Express et au Nouvel Observateur, puis au Figaro et à Paris Match dont il invente la devise « le poids des mots, le choc des photos » en 1978. Il s'éloignera des positions de Sartre, mais ne tiendra jamais de propos déplaisants sur sa personne,. En 1985, Cau consacre une vingtaine de pages émues et affectueuses à Sartre dans Croquis de mémoire et écrit « Je ne lui dois rien mais je lui dois tout » (éd. Julliard).
Cau est également parolier, notamment pour Régine. Ami d'Alain Delon, il écrit ou co-écrit pour lui plusieurs scénarios de film ainsi qu'une pièce de théâtre, Les Yeux crevés. Delon signe la préface de son livre posthume, Le Candidat, dans lequel il décrit avec ironie sa vaine tentative pour se faire élire à l'Académie française en 1989.
Dans les années 1970, il se rapproche du Groupement de recherche et d'études pour la civilisation européenne (GRECE), creuset de la « nouvelle droite », et écrit des textes polémiques fustigeant le gauchisme, la décadence de l'Europe, ou exaltant le combat et les traditions européennes. Il appartient dans le même temps au comité de patronage de Nouvelle École. Ses romans, ainsi que plusieurs de ses essais et articles confiés à la revue Éléments, sont teintés d'un paganisme solaire, comme l'illustre ce « prière d'insérer » de l'auteur en couverture du roman Le Grand Soleil :

« J'ai voulu rêver, en somme, d'un village où reviendraient, par la grâce d'un enfant, les anciens dieux, décapités, mutilés, émasculés, mais toujours rayonnants et prêts à revivre, au soleil, et à régner innocemment... d'un village de marbre dont le dieu s'appelait Apollon et dont le prince revenu est un enfant. J'ai rêvé un conte païen se déroulant au soleil invaincu. »

Jacques Marlaud a consacré tout un chapitre à Jean Cau dans son étude sur le paganisme littéraire et philosophique contemporain. Il écrit :

« Jean Cau païen, ayant fait voler en éclats les oripeaux de la pensée chrétienne, revient avidement aux sources de l'âme européenne : la forêt germanique du Nord, qui hanta l'imagination de Dürer et Wagner, tout comme les garrigues ensoleillées du Sud où ont fleuri naguère les temples de marbre blanc. »

Dans la préface écrite par Jean Cau à l'étude de Jacques Marlaud, l'écrivain approuve vivement la démarche de ce dernier consistant à retracer un paganisme du style et de la pensée chez les auteurs contemporains :

« Aussi bien, lorsque Jacques Marlaud soupçonne justement de quelque aristocratique solitude et de paganisme littéraire des Paul Morand, Déon, Céline, Nimier, Marcel Aymé, Chardonne, etc. (et Giono, et Valéry...), ‘’rebelles du style’’, il met dans une juste cible. [...] Grâce à lui, je sais pourquoi nous sommes encore quelques-uns, en cette fin de siècle, à danser sans remords la pyrrhique. »

### Vie privée

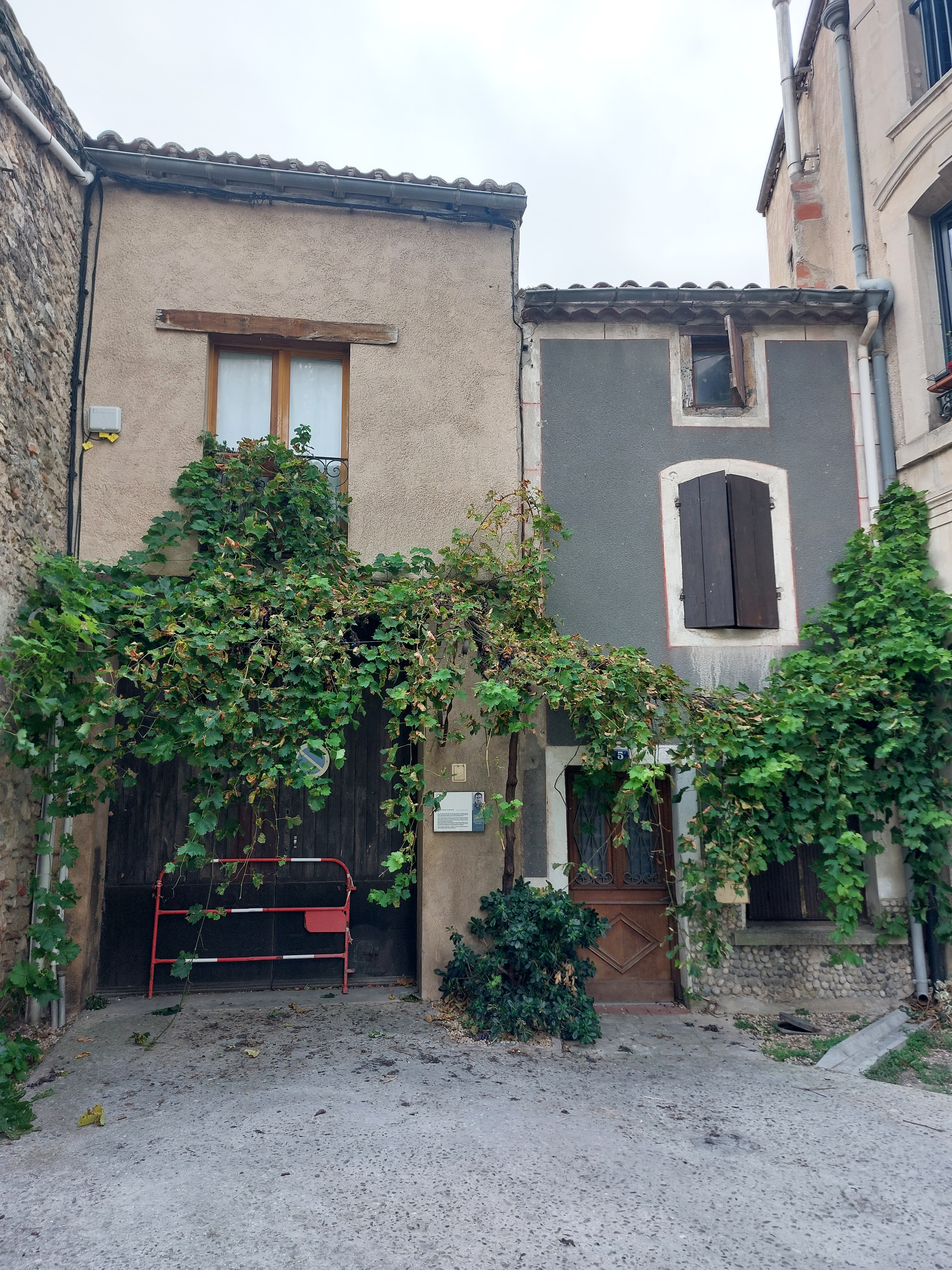
La maison natale de Jean Cau, située à Bram dans l'Aude.

Jean Cau avait une place régulière au restaurant Aristide du 121 rue de Rome, dans le 17e arrondissement de Paris, ce dont témoigne une plaque (actuellement restaurant Clou de Fourchette). Il y venait régulièrement boucler Paris-Match en compagnie de Roger Thérond et autres fidèles de la rédaction.
Il fut le compagnon de l'actrice Louisa Colpeyn, mère de Patrick Modiano. C'est d'ailleurs Jean Cau qui préfaça le premier roman de Modiano, Place de l'Étoile. Après le décès de Cau, cette préface fut retirée du livre.
Il repose au cimetière La Conte de Carcassonne (division 51).

## Prises de position

### Pensée politique
Jean Cau, intellectuel « réputé de gauche », hante les caves de Saint-Germain-des-Prés en 1946 en compagnie de Raymond Queneau, d'abord au Caveau des Lorientais, puis au Tabou. Les positions qu'il adopte à partir des années 1960 créent une vive déception chez les intellectuels de gauche qui le considéraient jusqu'alors comme un des leurs.

Dans L'Express, Angelo Rinaldi écrit de lui, en 1973, après la parution de son livre Les Écuries de l'Occident – Traité de morale (Éditions de la Table ronde) : 

« Ce n'est pas la première fois, à gauche, que l'on perd en route un de ces brillants fils d'ouvriers que, par exception, la société a laissés s'approcher du banquet, et qui sortent de table en divaguant et en rotant d'aise[réf. souhaitée]. »

Dans la préface qu'il écrit pour Le Candidat, un récit posthume, Alain Delon, qui est son ami, décrit ainsi Jean Cau : 

« […] toute sa vie, ce gaulliste fidèle a été un résistant. Résistance à la gauche sartrienne dont il provenait ! Résistant à la connerie des hommes qui l'étouffait ! Résistant à l'Argent roi qu'il vomissait ! Résistant à l'impérialisme américain qu'il fustigeait ! Résistant à la Mitterrandie qu'il exécrait ! Résistant à la droite gestionnaire qu'il abhorrait ! Résistant à la décadence que le monde moderne engendrait ! »

Dans son Discours sur la décadence, Jean Cau prophétise le retour de la Russie sur la scène internationale.

### Tauromachie
Jean Cau était un passionné de tauromachie. Il consacra à cette forme de spectacle de nombreux livres et articles, dans lesquels il exprime son attachement envers un art qu'il estimait être l'héritage ancestral de rites et de jeux païens avec l'animal sauvage. Ses périples de férias espagnoles en férias françaises lui inspirèrent, notamment, Les Oreilles et la Queue, Sévillanes et La Folie corrida.

### Condamnation pour propos discriminatoires sexistes
En 1978, il publie dans Paris-Match un article de trois pages s'opposant à la féminisation entamée du métier d'avocat, « Le procès des avocates. Jean Cau l'instruit impartialement ». Il y suggère que les femmes sont incapables d'assurer la profession d'avocate, ne pouvant que tomber sous le charme des truands : « Les truands savent « manipuler, rouler et si possible séduire » les avocates. D’où ces avocates qui servent de boîtes aux lettres et de facteur à un truand emprisonné ». 21 avocates l'attaquent pour « atteinte à l'honneur et à la considération de l'ensemble des femmes avocates et diffamation ». Il est condamné à 1 franc de dommages et intérêts, non pour diffamation mais pour ses propos discriminatoires, assimilables à un appel au boycott.

## Œuvres

### Littérature
- Le Fort intérieur, Gallimard, 1948.
- Maria-nègre, Gallimard, 1948  (ISBN 978-2070212842).
- Le Coup de barre, Gallimard, 1950  (ISBN 9782070212859).
- Le Tour d'un monde, Gallimard, 1952  (ISBN 978-2070212866).
- Les Paroissiens, Gallimard, 1958  (ISBN 978-207021-2873).
- Mon village, Gallimard, 1958  (ISBN 978-2070212880).
- Vie et mort d'un toro brave, Gallimard, 1961.
- La Pitié de Dieu, Gallimard, 1961  (ISBN 978-2070212903 et 978-2070365562). Prix Goncourt.
- Les Parachutistes - Le Maître du monde, Gallimard, 1963  (ISBN 978-2070212910) (pièce de théâtre).
- Le Meurtre d'un enfant, Gallimard, 1965  (ISBN 978-2070212927).
- Lettre ouverte aux têtes de chiens occidentaux, Albin Michel, 1967  (ISBN 978-2226045768).
- Un testament de Staline, Grasset, 1967  (ISBN 978-0036186756).
- Les Yeux crevés, Gallimard, 1968 (pièce de théâtre).
- Le Pape est mort, La Table Ronde, 1968  (ISBN 978-2710322184).
- Le Spectre de l'amour, Gallimard, 1968  (ISBN 978-2070268856).
- L'Agonie de la vieille, La Table Ronde, 1969  (ISBN 978-2710322061).
- Tropicanas, de la dictature et de la révolution sous les tropiques, Gallimard, 1970  (ISBN 978-2070268870).
- Les Entrailles du taureau, Gallimard, 1971  (ISBN 978-2070279951).
- Le Temps des esclaves, La Table Ronde, 1971  (ISBN 978-2710316862).
- Ma misogynie, Julliard, 1972.
- Les Écuries de l'Occident – Traité de morale, La Table Ronde, 1973  (ISBN 978-2710312284).
- La Grande Prostituée – Traité de morale II, La Table Ronde, 1974  (ISBN 978-2710323150).
- Les Enfants, Gallimard, 1975  (ISBN 978-2070291663).
- Pourquoi la France, La Table Ronde, 1975  (ISBN 978-2710315858).
- Derrière le rideau, avec Joseph Breitbach et Paul Chambrillon, préface, éd. Emile-Paul, 1975.
- Lettre ouverte à tout le monde, Albin Michel, 1976  (ISBN 978-2226003744).
- Otages, Gallimard, 1976  (ISBN 978-2070294336).
- Une nuit à Saint-Germain des Près, Julliard, 1977  (ISBN 978-2260000709).
- Le Chevalier, la mort et le diable, La Table ronde, 1977  (ISBN 978-2710311515).
- Discours de la Décadence, Copernic, 1978  (ISBN 978-2859840150) ; rééd. La Nouvelle Librairie, coll. Éternel Retour, 300 p., 2021  (ISBN 978-2-491446-29-1).
- Une passion pour Che Guevara, Julliard, 1979  (ISBN 978-2260001393)
- Nouvelles du paradis, Gallimard, 1980  (ISBN 978-2070299942) - Prix de la nouvelle de l'Académie Française.
- La Conquête de Zanzibar, Gallimard, 1980  (ISBN 978-2070290376).
- Le Grand Soleil, Julliard, 1981  (ISBN 978-2260002536).
- Réflexions dures sur une époque molle, La Table Ronde, 1981.
- La Barbe et la Rose, La Table Ronde, 1982  (ISBN 978-2710300915).
- Une rose à la mer, La Table Ronde, 1983  (ISBN 978-2710301318).
- Proust, le chat et moi, La Table Ronde, 1984  (ISBN 978-2710301905) ; rééd. La Table Ronde, 2009  (ISBN 9782710331094).
- Croquis de mémoire, Julliard, 1985  (ISBN 978-2260004028, 978-2266016742 et 978-2710328896) ; rééd. La Table Ronde, 2018  (ISBN 978-2710387534).
- Mon Lieutenant, Julliard, 1985  (ISBN 978-2260004202).
- Sévillanes, Julliard, 1987  (ISBN 978-2260005087) ; rééd. Bernard Pascuito 2009  (ISBN 978-2-350-85076-4) ; réed. éd. Atlantica 2013  (ISBN 978-2758804734).
- Les Culottes Courtes, Le Pré-aux-Clercs, 1988  (ISBN 978-2714421265 et 978-2253056089).
- La Grande Maison, Le Pré-aux-Clercs, 1988  (ISBN 978-2714422927).
- Le Choc de 1940, Fixot, 1990  (ISBN 978-2876450929).
- Les Oreilles et la Queue, Gallimard, 1990  (ISBN 978-2070719860).
- Le Roman de Carmen, Éditions de Fallois, 1990  (ISBN 978-2877060875).
- La Rumeur de Mazamet, Le Pré aux Clers, 1991  (ISBN 978-2714426666).
- L'Ivresse des intellectuels : Pastis, Whisky et Marxisme, Plon, 1992  (ISBN 978-2259025171).
- L'Innocent, Flammarion, 1982  (ISBN 978-2080644565).
- Nimeno II, torero de France, Marval, 1992  (ISBN 978-2862341064).
- La Folie Corrida, Gallimard, 1992  (ISBN 978-2070726660).
- Au Fil du lait, Educagri, 1993  (ISBN 978-2866211769).
- Composition française, Plon, 1993  (ISBN 978-2-259-00087-1).
- Contre-attaques : éloge incongru du lourd, Labyrinthe, 1993  (ISBN 978-2869800113) ; rééd. La Nouvelle Librairie, coll. Éternel Retour, 300 p., 2021  (ISBN 978-2-491446-29-1).
- L'Orgueil des mots, Filipacchi, 1995  (ISBN 978-2850183744) (posthume).
- Fernando Botero, la corrida, La Bibliothèque des Arts, 2001  (ISBN 978-2850471599) (posthume).
- Monsieur de Quichotte, Le Rocher, 2005  (ISBN 978-2268051666) (posthume[25]).
- Le Candidat (préface d'Alain Delon), Éditions Xenia, 2007  (ISBN 978-2888920496) (posthume).

### Théâtre

#### Adaptations
- 1964 : Qui a peur de Virginia Woolf ? de Edward Albee, mise en scène Franco Zefirelli, théâtre de la Renaissance, avec Madeleine Robinson, Raymond Rouleau.
- 1965 : Numance de Cervantès, mise en scène Jean-Louis Barrault, Isaac Alvarez, Chorégies d'Orange, Odéon-Théâtre de France.
- 1969 : L'Assassinat de Sister George de Franck Marcus, mise en scène Andréas Voutsinás, théâtre Édouard VII.
- 1971 : Pauvre France ! de Ron Clark et Sam Bobrick, mise en scène Michel Roux, théâtre Fontaine, théâtre des Nouveautés en 1974.
- 1979 : Le Piège d'Ira Levin, mise en scène Rigg O'Hara, théâtre Édouard VII.

#### Pièces dont il est auteur
- 1963 : Les Parachutistes, mise en scène Antoine Bourseiller, Studio des Champs-Élysées.
- 1968 : Les Yeux crevés, mise en scène Raymond Rouleau, avec Alain Delon, Marie Bell, Curd Jürgens (remplacé par Jacques Dacqmine), Théâtre du Gymnase Marie-Bell.

## Filmographie
Scénariste
- 1964 : L'Insoumis d'Alain Cavalier (avec Alain Cavalier).
- 1966 : La Curée de Roger Vadim.
- 1967 : Jeff de Jean Herman.
- 1970 : Borsalino de Jacques Deray (avec Jean-Claude Carrière, Claude Sautet et Jacques Deray).
- 1970 : La Peau de Torpédo de Jean Delannoy (avec Jean Delannoy).
- 1972 : Les Fossés de Vincennes, téléfilm de Pierre Cardinal.
- 1973 : Don Juan 73 de Roger Vadim.

## Prix, distinctions et hommages

### Prix littéraires
- 1961 : Prix Goncourt pour La Pitié de Dieu.
- 1980 : Prix de la nouvelle de l'Académie française pour Nouvelles du Paradis.
- 1985 : Prix Gustave-Le-Métais-Larivière de l'Académie française pour Croquis de mémoire.

### Hommages
À Carcassonne, une salle de l'hôtel de ville et une esplanade située près du stade Albert Domec portent son nom ainsi que dans la ville voisine de Trèbes à côté des arènes. La « Maison des associations » située dans sa ville natale, Bram, porte également le nom de « Espace Jean Cau » avec la bibliothèque municipale de Peyriac-de-Mer où il possédait une résidence secondaire,,,.

## Culture populaire
- Jean Cau est cité dans la chanson Trois Matelots de Renaud, sortie dans l'album Mistral gagnant en 1985. Le chanteur écrit :

« Le deuxième de ces matelots

Était corse dans toute sa peau

L'était méchant comme la tourmente

Vicieux comme une déferlante

Comme un article de Jean Cau. »

- Fabrice Luchini a souvent rendu hommage au livre Croquis de Mémoire de Jean Cau en citant des extraits des portraits de l'écrivain dans son spectacle Conversation autour des portraits et des autoportraits[32],[33],[34].
- Claude Lanzmann évoque les relations amicales qu'il entretint avec Jean Cau lors de son année de khâgne au lycée Louis-le-Grand (Claude Lanzmann, Le Lièvre de Patagonie, Gallimard, 2009, chapitre VII).